# Carabobo FC
Asociación Civil Carabobo Fútbol Club jest wenezuelskim klubem z siedzibą w mieście Valencia w stanie Carabobo. Klub gra teraz w pierwszej lidze wenezuelskiej Primera División Venezolana. Swoje mecze domowe rozgrywa na stadionie Estadio Misael Delgado.

## Osiągnięcia
- Mistrz Wenezueli: 1971
- Wicemistrz Wenezueli: 1969, 1973
- Wicemistrz drugiej ligi wenezuelskiej: 2001/2002
- Udział w Copa Libertadores (3): 1970, 1972, 1974
- Udział w Copa Sudamericana (3): 2004, 2006, 2007

## Historia
Klub założony został 24 lipca 1964 roku pod nazwą Valencia Fútbol Club. Obecna nazwa obowiązuje od roku 1997. Klub zadebiutował w pierwszej lidze w 1966 roku. Największe sukcesy odniósł na przełomie lat 60. i 70., kiedy to dwukrotnie zdobył wicemistrzostwo Wenezueli i raz mistrzostwo. Później jednak drużyna Valencii spisywała się przeciętnie, aż w końcu, w 1982 roku spadła z ligi. Powrót w 1990 roku był bardzo krótki, bo tylko na jeden sezon. W roku 1993 kolejny powrót, a w 2001 roku, już pod nową nazwą Carabobo, nastąpił kolejny spadek.
W sezonie 2001/2002 Carabobo awansował do pierwszej ligi po barażach z Portuguesa FC (3:2 i 0:0), a w Apertura 2002/2003 zajął wysokie 3. miejsce. W roku 2004 klub zadebiutował w pucharze Copa Sudamericana. Po pokonaniu krajowego rywala ItalChacao Caracas (zarówno u siebie jak i w Caracas zwycięstwo 2:0) kolejną przeszkodą był obrońca trofeum - Club Cienciano. Przeszkoda ta okazała się za silna i Carabobo odpadł z rozgrywek po porażce u siebie 1:2 i na wyjeździe aż 1:6.